# شهرداری یغگیس
شهرداری یغگیس یک منطقهٔ مسکونی در ارمنستان است که در استان وایوتس‌جور واقع شده‌است. شهرداری یغگیس ۴۷۷ کیلومتر مربع مساحت و ۵٬۹۶۱ نفر جمعیت دارد.